# Stathmodera vittata
Stathmodera vittata là một loài bọ cánh cứng trong họ Cerambycidae.